# Banksinoma spinifera
Banksinoma spinifera är en kvalsterart som först beskrevs av Hammer 1952.  Banksinoma spinifera ingår i släktet Banksinoma och familjen Thyrisomidae.

## Underarter
Arten delas in i följande underarter:
- B. s. spinifera
- B. s. fissurata